# Cecilia Ática

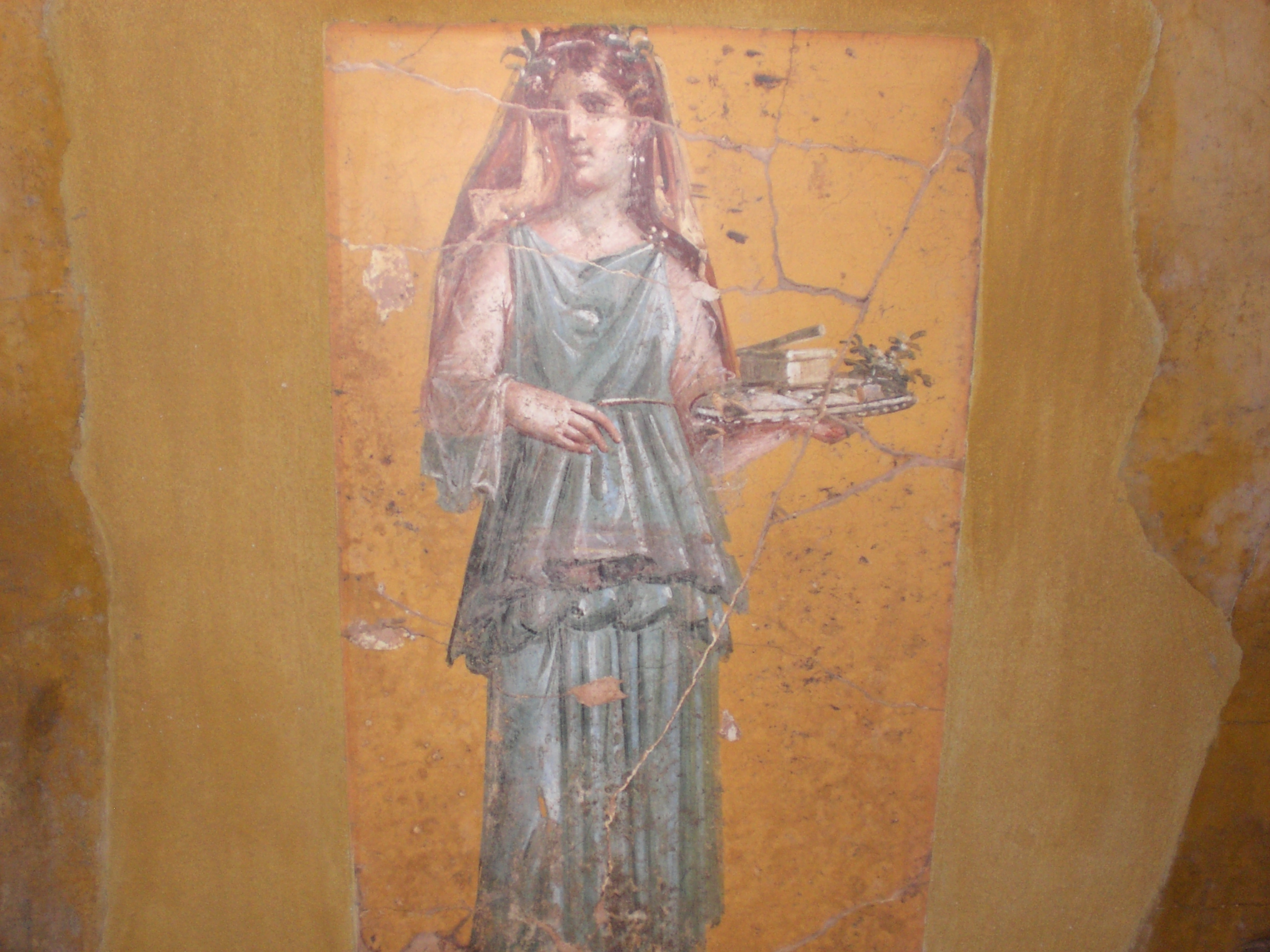
Pintura de una mujer romana.

Cecilia Ática (en latín, Caecilia Attica; n. 51 a. C.) fue una dama romana del siglo I a. C., hija de Tito Pomponio Ático, el amigo de Cicerón, y de Pilia. Ático y Pilea se casaron en 58 o 56 a. C., cuando Ático ya tenía unos 53 o 54 años de edad, y ella murió después de doce años de feliz matrimonio. La tía de Cecilia, Pomponia, casada con el hermano menor de Cicerón, Quinto Tulio Cicerón alrededor del año 70 a. C.

## Biografía
Cecilia Ática es mencionada en varias ocasiones en las cartas entre su padre y Cicerón. Éste le tenía mucho cariño a esta niña, a quien no llegó a ver en la edad adulta, pues él fue asesinado en el año 43 a. C. Le dio su apodo de Ática, el equivalente femenino del cognomen de su padre, Ático. (En Roma las mujeres normalmente no tenían cognomen, su nombre era sólo la forma femenina del apellido de su padre, como en el caso de Cecilia, Cecilio). En sus cartas siempre enviaba saludos para ella, y a menudo preguntaba si ella tenía una de sus crisis febriles que le preocupaban. En una carta a Ático, a comienzos de los años 40 a. C., Cicerón le dice que no riña a Ática, que estaba enfadada con Cicerón. Dijo, que ella tenía razón cuando insistía en que Cicerón, en su última visita, no le había dicho adiós de manera apropiada.
En la historia Cecilia Ática a menudo es llamada Pomponia Ática. Esta mezcla surge del hecho de que su padre, Tito Pomponio Ático, fue adoptado a una edad relativamente avanzada por su tío, Quinto Cecilio. Esto significa, según la costumbre romana, que su nombre cambió al de Quinto Cecilio Pomponiano Ático, y el nombre de Pomponia Ática pasó a ser Cecilia Ática.[cita requerida]
Cecilia Ática recibió una amplia educación literaria. Su educación comenzó a la temprana edad de cinco o seis años. Su padre le proporcionó un tutor particular, uno de sus libertos. (Tener un tutor particular y educación en casa era lo apropiado para educar a una mujer en Roma). Hubo rumores de que tuvo un asunto con su tutor, pero los historiadores romanos eran muy afectos a los escándalos y usaron fuentes que los historiadores modernos no considerarían fiables.
Alrededor del año 37 a. C., se casó con Marco Vipsanio Agripa, la mano derecha de Augusto, y amigo fiel. Augusto y Agripa eran amigos desde la infancia y habían estudiado juntos en Apolonia (en la actual Albania) antes de que Julio César adoptase a Augusto. Esto era socialmente un matrimonio muy afortunado para Ática, pues Augusto había planeado secretamente hacer de Agripa su sucesor y heredero.[cita requerida] Esto se descubrió cuando Augusto, durante una seria enfermedad, le dio su anillo con el sello a Agripa; pero Agripa murió antes que Augusto, en el año 12 a. C.
La hija de Ática y Agripa, Vipsania nació en el año 36 a. C. Así, Cecilia Ática fue suegra del emperador Tiberio, y de Gayo Asinio Galo, y abuela de Druso el Menor y sus medios hermanos.
En el año 28 a. C. Agripa se casó por segunda vez con la sobrina del emperador Augusto, Claudia Marcela, en una alianza política. No se sabe si Agripa se divorció de Ática o si ella ya había muerto.